# Famille Toulemonde
Pour les articles homonymes, voir Toulemonde.
La famille Toulemonde est l’une des dynasties industrielles de l’agglomération lilloise.

## Les origines
La famille Toulemonde qui est originaire de Linselles, s'est installée à Wasquehal sur plusieurs générations avec la naissance en 1570 de Balthazar Toulemonde et a pour descendant, Floris Toulemonde-Destombe issue du monde rural de Tourcoing. Floris Toulemonde-Destombe (1796-1872), fils de laboureur, entré dans la fabrication textile en s’établissant cimme marchand-fabricant en 1823, préparant à domicile avec sa femme, la laine (peignage et ourdissage) confiée aux tisserands pour la revente du produit fini.
Les gains tirés de cette activité leur permirent  de construire une usine rue du Pays à Roubaix employant plus de 200 ouvriers vers 1840 puis un tissage mécanique. 
Leurs fils, Henri Toulemonde-Nollet (1829-1875), Jules Toulemonde-Bazin (1832-1905) et  Louis Toulemonde-Parent (1845-1915) développent l’entreprise, complétée par une filature de la laine et de coton abandonnée après sa destruction par un incendie en 1885, ensuite spécialisée dans le tissage de la laine.  
Floris Toulemonde et Amélie Destombe eurent 14 enfants, dont 5 survécurent.
Les Toulemonde s’allient par mariages avec d’autres dynasties industrielles du Nord, notamment Mulliez, Motte, Prouvost, Le Blan, fondant des familles nombreuses, ferventes catholiques.
Leur descendance  serait de 1 500 personnes.

## Entreprises fondées par les Toulemonde
Xavier Toulemonde héritier de l’ensemble fondé par Floris, complète la filature des Trois Suisses créée en 1932 à Mouvaux, du nom d’un estaminet proche, par une activité de vente par correspondance. L’entreprise  revendue successivement à plusieurs acheteurs se développe et reste prospère jusqu’au début du XXIe siècle puis subit de fortes pertes et décline à partir de 2005.
Joseph Toulemonde-Barrois et son beau-frère Christophe Barrois prennent la succession de l’usine de retorderie de fils de coton créée par Emile Barrois en 1903 à Marcq-en-Baroeul. Cette entreprise dirigée à la quatrième génération par Bruno Toulemonde est une rescapée du naufrage de l’industrie textile du Nord, perpétuant la fabrication de fils à coudre, spécialisée dans la production haut de gamme pour la maroquinerie, la confection, la dentelle et celle  de fils de  mercerie après le rachat en 2007 des marques «Fil au chinois» (créée en 1845 par la maison Vrau) et «Laine Saint-Pierre  ».
Gérard Toulemonde-Bochart est le créateur de l’entreprise de distribution de tapis contemporains actuellement implantée à Wissous en région parisienne.
Martin Toulemonde fonde en 2004 avec Ludovic Duprez Chronodrive, la première chaîne de drive alimentaire.